# Prymnesiophyceae
Prymnesiophyceae es una clase de protistas del subfilo Haptophyta. Son unicelulares y presentan cloroplastos, por lo que se consideran algas. Algunas especies presentan dos etapas en su ciclo de vida, alternando una etapa colonial o filamentosa con otra flagelada. Comprende la mayor parte de las especies de haptofitas, incluyendo los géneros bien conocidos Phaeocystis, Chrysochromulina, Prymnesium y los cocolitóforos, que periódicamente producen floraciones en costas y mar abierto, produciendo un impacto muy visible en el funcionamiento de los ecosistemas marinos.